# Lutstruter Bach
Der Lutstruter Bach ist ein knapp 2 km langer Bach auf der Gemarkung des Ortsteils Pommertsweiler der Gemeinde Abtsgmünd im Ostalbkreis im nordöstlichen Baden-Württemberg, der bei Pommertsweiler von links und Westen in die oberste Bühler mündet. Zum amtlichen Hauptstrang wird sein rechter Oberlauf Hohes-Hölzle-Bach gerechnet.

## Geographie
Der Lutstruter Bach ist ein kleines Stufenrandgewässer am Nordfuß des Büchelberger Grates und hat zwei jeweils knapp 1,0 km lange Oberläufe.

### Oberlauf Lutstruter Bach
Der Lutstruter Bach genannte, linke Oberlauf entsteht etwa 500 Meter östlich des Abtsgmünder Weilers Straßdorf auf etwa 460 m ü. NHN am Südwesteck des Waldes um den Hirschberg (483 m ü. NHN). Er fließt ostwärts am Waldrand entlang und in etwa 200 Metern Abstand zur im Süden parallelen Kreisstraße K 3244 auf Lutstrut zu. Auf knapp halbem Weg dorthin nimmt er rechts vom Hang des Büchelberger Grates her einen meist kürzeren Zufluss auf. Kurz vor Lutstrut zeigt die bisher eher flache Talmulde erstmals eine steilere Böschung am rechten Hang. Im Weiler Lutstrut ist der Bach zuletzt unter dem Gelände eines Bauernhofes hindurch kurz verdolt, dann fließt er mit dem rechten Oberlauf zusammen.

### Oberlauf Hohes-Hölzle-Bach
Der rechte Oberlauf Hohes-Hölzle-Bach entsteht im namengebenden Waldgewann am oberen Hang des Büchelberger Grates auf etwa 490 m ü. NHN. Er fließt in etwas unbeständigem Lauf anfangs etwa nördlich und verlässt den Wald. Nach Passieren des Stauchbergs rechts, einer kleinen Geländeterrasse mittlerer Höhe, auf dem eine Sandgrube betrieben wird, knickt er auf Nordostlauf und durchquert so Lutstrut. Am Nordostrand des kleinen Weilers mündet er auf etwa 446 m ü. NHN in den Lutstruter Bach.

### Weiterer Verlauf
Den Unterlauf des Lutstruter Bachs, der unverändert nach Osten fließt, begleitet bald am rechten Ufer ein schmaler Hangwaldstreifen, über dem die K 3244 nach Pommertsweiler weiterläuft. Bald nachdem ab einem Teich auf dieser Seite rechtsseits der Wald den ganzen Hügel überzieht, setzt auch linksseits Bewaldung ein. Nach dieser Waldenge weitet sich die Aue zur Talmulde der obersten Bühler, der Bach wendet sich kurz nach Nordosten und mündet dann knapp einen Viertelskilometer westlich des Pommertsweiler Ortsrandes auf etwa 437 m ü. NHN von links in die oberste Bühler, die weniger als 200 Meter weiter abwärts den ersten der Hammerschmiedeseen erreicht.
Der Lutstruter Bach ist mit jedem seiner beiden gleichermaßen rund 1,0 km langen Oberläufe zusammen 1,8 km lang und hat ein Einzugsgebiet von etwa 2,1 km², womit er das nur ca. 1,3 km² große Teileinzugsgebiet der Bühler selbst oberhalb seines Zulaufes übertrifft. Auf dem Namenslauf hat er ein Gefälle von etwa 23 Höhenmetern und damit ein mittleres Sohlgefälle von etwa 13 ‰, während sein wesentlich höher entspringender rechter Oberlauf bis zum Zusammenfluss etwa 44 Höhenmeter verliert und damit ein viel steileres Sohlgefälle von etwa 45 ‰ zeigt.

### Einzugsgebiet
Der Lutstruter Bach entwässert etwa 2,1 km² überwiegend am Nordabfall des Büchelberger Grates, womit sein eigenes Einzugsgebiet das nur ca. 1,3 km² große Teileinzugsgebiet der Bühler selbst oberhalb seines Zulaufes übertrifft, deren erster bedeutender Zufluss er ist. Die auffälligste und auch bedeutendste Wasserscheide verläuft am Südsüdwestrand auf dem Büchelberger Grat und trennt vom Einzugsgebiet des oberen Kochers. Jenseits der nordwestlichen entwässert der Stahlbach über den Neumühlebach in den Stahlweiher, den untersten der von der Bühler weiter abwärt durchflossenen Hammerschmiedeseen. Hinter dem Hirschberg an der nördlichen entsteht der Wildenweiherbach, der diese Weiherkette im mittleren Abschnitt im Eisenweiher erreicht. Im Südosten schließlich konkurriert die oberste Bühler.
Das Einzugsgebiet liegt im Teilraum Sulzbacher Wald der Naturraumes Schwäbisch-Fränkische Waldberge. Auf dem Büchelberger Grat steht der schichtbildende Schwarzjura an, ansonsten umfasst es am Hang Keuperschichten vom Knollenmergel (Trossingen-Formation) abwärts bis in den oberen Mittelkeuper. In der Sandgrube östlich des Hohes-Hölzle-Baches auf dem Stauchberg werden Goldshöfer Sande abgebaut.
Fast das gesamte Einzugsgebiet liegt auf der Pommertsweiler Teilgemarkung der Gemeinde Abtsgmünd, ein kleiner Schnipsel oben am Büchelberger Grat gehört zu der von Abtsgmünd selbst. Die einzigen Siedlungsplätze sind die kleinen Weiler Straßdorf ganz im Westen auf der Wasserscheide noch über dem Lutstruter Bach sowie das namengebende Lutstrut, das überwiegend auf dem Mündungssporn der beiden Oberläufe liegt.
Die wenig besiedelte, klimatisch raue Landschaft ist überwiegend offen, Wälder bedecken die oberen Hänge des Büchelberger Grates im Südsüdwesten und den Umkreis des Hirschbergs im Norden. Der Unterlauf durchquert in schmalem Wiesenband einen Waldriegel vor dem Bühlertal. Große Anteile liegen in den Landschaftsschutzgebieten Oberes Bühlertal und Umgebung und Büchelberger Grat und Umgebung. Am Hohes-Hölzle-Bach gibt es einen kleinen Sumpf, in der Bachaue an drei Stellen Nasswiesen, dazu einige Feldhecken in Hanglage; besonders auffällig ist eine große Haselhecke am Südrand von Lutstrut.

### Zuflüsse und Seen
Hierarchische Liste der Zuflüsse und  Seen von der Quelle zur Mündung. Gewässerlänge, Seefläche, Einzugsgebiet und Höhe nach den entsprechenden Layern auf der Onlinekarte der LUBW. Andere Quellen für die Angaben sind vermerkt.
Ursprung des Lutstruter Bachs auf rund 460 m ü. NHN etwa 500 Meter westlich von Abtsgmünd-Straßdorf an der Südwestecke des Waldes um den Hirschberg (483 m ü. NHN) in einer Feldweggabel. Der Bach fließt von hier aus beständig nach Osten.
- (Zufluss), von rechts und Südsüdwesten auf etwa 454 m ü. NHN zwischen Straßdorf und Lutstrut gegenüber dem Südrand des Waldes um den Hirschberg, ca. 0,2 km[LUBW 8] und ca. 0,3 km². Entsteht meist auf etwa 450 m ü. NHN neben der K 3244 Straßdorf–Lutstrut, zeitweilig auch höher am Abhang des Büchelberger Grates
- Hohes-Hölzle-Bach[LUBW 5], von rechts und Südsüdwesten auf etwa 446 m ü. NHN am Nordostrand von Lutstrut, 1,0 km und ca. 0,6 km². Entsteht auf etwa 490 m ü. NHN im Hohen Hölzle am Oberhang des Büchelberger Grates. Dieser Ast gilt amtlich als Hauptoberlauf des Lutstruter Bachs, im Vergleich zu dessen Oberlauf er unwesentlich kürzer ist, aber nur die Hälfte von dessen 1,2 km² großem Teileinzugsgebiet erreicht.
  -  Teich etwa 50 Meter rechts des Hohes-Hölzle-Bachs auf etwa 460 m ü. NHN am Südrand von Lutstrut, unter 0,1 ha.
- Teich rechts des Lutstruter Bachs auf etwa 442 m ü. NHN am rechten Hangwaldrand kurz vor einer Waldenge, unter 0,1 ha.

Mündung des Lutstruter Bachs von links und zuallerletzt Südwesten auf etwa 437 m ü. NHN etwa 200 Meter westlich des Ortsrandes von Pommertsweiler in die oberste Bühler, etwa 200 Meter oberhalb des ersten der Hammerschmiedeseen. Der Bach ist 1,8 km lang und hat ein Einzugsgebiet von ca. 2,1 km². Der Lutstruter Bach ist mit jedem seiner etwa gleich langen Oberläufe kürzer als der Oberlauf der Bühler am Zusammenfluss, jedoch übertrifft sein Teileinzugsgebiet das ihre und sein rechter Oberlauf aus dem Hohen Hölzle entspringt auch merklich höher (490 m ü. NHN) als diese (467 m ü. NHN im Berrothsbrunnen).

## Schutzgebiete
Außer mit dem größeren Teil im unmittelbaren Einzugsgebiet der oberen Bühler liegt ein minder großer Teil des 1,74 km² großen Wasserschutzgebietes Pommertsweiler im östlichen Einzugsgebiet des Lutstruter Bachs. Ein Pumpenhäuschen des Zweckverbands Wasserversorgung Rombachgruppe steht gegenüber der Mündung in die Bühler in deren flacher Aue westlich von Pommertsweiler. Das gesamte Einzugsgebiet liegt im Naturpark Schwäbisch-Fränkischer Wald.

### LUBW
Amtliche Online-Gewässerkarte mit passendem Ausschnitt und den hier benutzten Layern: Lauf und Einzugsgebiet des Lutstruter Bachs

Allgemeiner Einstieg ohne Voreinstellungen und Layer: Daten- und Kartendienst der Landesanstalt für Umwelt Baden-Württemberg (LUBW) (Hinweise)
1. 1 2 3 4  Höhe nach dem Höhenlinienbild auf dem Hintergrundlayer Topographische Karte.
2. 1 2  Länge nach dem Layer Gewässernetz (AWGN).
3. 1 2 3  Einzugsgebiet abgemessen auf dem Hintergrundlayer Topographische Karte.
4. ↑  Benennung nach dem Layer Gewässername, der dem rechten Oberlauf einen anderen Namen gibt, diesen jedoch trotz merklich kleineren Teileinzugsgebietes als Hauptoberlauf ansieht. In anderen Karten – etwa auf Geoportal Baden-Württemberg (Hinweise) – kann auch dieser höher entspringende rechte Oberlauf den Namen Lutstruter Bach tragen. Es könnte sich bei dieser Beschriftung jedoch um ein Relikt aus der Zeit handeln, als die Gewässerkarten des LUBW zu deren Polygonzügen nur die Hauptstrangnamen auswiesen.
5. 1 2  Die Layer Gewässernetz (AWGN) und Gewässername geben die Namensform Hohes Hölzlebach, der Wald, in dem er entspringt, ist auf dem Hintergrundlayer Topographische Karte als Hohe Hölzle beschriftet, weswegen einer der nicht eben seltenen Rektions- und Schreibfehler bei den Gewässerbenennungen anzunehmen ist und hier die entsprechend orthographisch korrigierte und hypallagenfreie Form benutzt wird.
6. ↑  Seefläche nach dem Layer Stehende Gewässer.
7. ↑  Höhe nach schwarzer Beschriftung auf dem Hintergrundlayer Topographische Karte.
8. ↑  Länge abgemessen auf dem Hintergrundlayer Topographische Karte.
9. ↑  Schutzgebiete nach den einschlägigen Layern, Natur teilweise nach dem Layer Biotop.

### Andere Belege
1. ↑  Hansjörg Dongus: Geographische Landesaufnahme: Die naturräumlichen Einheiten auf Blatt 171 Göppingen. Bundesanstalt für Landeskunde, Bad Godesberg 1961. → Online-Karte (PDF; 4,3 MB)
2. ↑  Geologie nach: Mapserver des Landesamtes für Geologie, Rohstoffe und Bergbau (LGRB) (Hinweise)